# Supergirl (film)
A Supergirl 1984-ben bemutatott  amerikai–brit film, amelynek főszereplői Faye Dunaway és Helen Slater. A forgatókönyvet David Odell írta, Jeannot Szwarc rendezte, a zenéjét Jerry Goldsmith szerezte, a producere Ilya Salkind volt.
1984. július 19-én mutatták be a mozikban.

## Szereplők
| Szereplő                            | Színész          |
| ----------------------------------- | ---------------- |
| Selena                              | Faye Dunaway     |
| Kara Zor-El / Supergirl / Linda Lee | Helen Slater     |
| Zaltar                              | Peter O’Toole    |
| Ethan                               | Hart Bochner     |
| Alura In-Ze                         | Mia Farrow       |
| Bianca                              | Brenda Vaccaro   |
| Nigel                               | Peter Cook       |
| Zor-El                              | Simon Ward       |
| Jimmy Olsen                         | Marc McClure     |
| Lucy Lane                           | Maureen Teefy    |
| Mr. Danvers                         | David Healy      |
| The Pretty Young Lady               | Sandra Dickinson |
| Eddie                               | Matt Frewer      |
| Argonian Citizen                    | Kelly Hunter     |